# Louis Raphaël I Sako
Louis Raphaël I Sako, właśc. Louis Sako (ur. 4 lipca 1948 w Zachu) − duchowny kościoła chaldejskiego, arcybiskup Kirkuku w latach 2002–2013, od 2013 chaldejski patriarcha Bagdadu, kardynał od 2018.

## Życiorys
Święcenia kapłańskie otrzymał 1 czerwca 1974 i został inkardynowany do archieparchii Mosulu. Po święceniach przez 5 lat pełnił posługę duszpasterską w katedrze, a następnie studiował w Rzymie oraz Paryżu. Po powrocie do kraju był m.in. rektorem patriarchalnego seminarium w Bagdadzie.
W październiku 2002 Synod Kościoła chaldejskiego wybrał go na arcybiskupa Kirkuku (wybór został zatwierdzony 27 września 2003 przez papieża Jana Pawła II). Sakry biskupiej udzielił mu 14 listopada 2003 w monasterze w Mosulu jego poprzednik, André Sana.
31 stycznia 2013 został wybrany patriarchą Bagdadu. Następnego dnia papież Benedykt XVI zatwierdził ten wybór i udzielił nowemu patriarsze komunii kościelnej. 6 marca 2013 odbyła się jego uroczysta intronizacja.
20 maja 2018 podczas modlitwy Regina Coeli papież Franciszek ogłosił, że mianował go kardynałem. Jego kreacja kardynalska odbyła się na konsystorzu 28 czerwca 2018.
Od 2022 nosi tytuł chaldejskiego patriarchy Bagdadu. Brał udział w konklawe 2025, które wybrało papieża Leona XIV.